# Guyana Chronicle
Guyana Chronicle — державна щоденна газета, що видається в Гаяні англійською мовою з 1975 року. Його публікує Guyana National Newspapers Limited (GNNL) під керівництвом Департаменту публічної інформації.